# Salomonek
Salomonek (Solomys) – rodzaj ssaków z podrodziny myszy (Murinae) w obrębie rodziny myszowatych (Muridae).

## Rozmieszczenie geograficzne
Rodzaj obejmuje gatunki występujące endemicznie na Wyspach Salomona.

## Morfologia
Długość ciała (bez ogona) 188–330 mm, długość ogona 190–365 mm, długość tylnej stopy 44–77 mm, długość ucha 13–26 mm; masa ciała 290–1000 g.

## Systematyka
Rodzaj zdefiniował w 1922 roku angielski zoolog Oldfield Thomas w artykule zatytułowanym Podrodzaj z rodzaju Uromys, opublikowanym w czasopiśmie „The Annals and Magazine of Natural History”. Gatunkiem typowym jest (oryginalne oznaczenie) salomonek wyspowy (S. sapientis). 

### Etymologia
- Solomys: Wyspy Salomona (ang. Solomon Islands); gr. μυς mus, μυος muos ‘mysz’[8][1].
- Unicomys: łac. uni- ‘pojedynczy’, od unus ‘jeden’[9]; gr. μυς mus, μυός muos ‘mysz’[8]. Gatunek typowy (oryginalne oznaczenie): Unicomys ponceleti Troughton, 1935.

### Podział systematyczny
Do rodzaju należą następujące występujące współcześnie gatunki:
| Grafika | Gatunek             | Autor i rok opisu        | Nazwa zwyczajowa     | Podgatunki         | Rozmieszczenie geograficzne | Podstawowe wymiary                              | Status IUCN |
| ------- | ------------------- | ------------------------ | -------------------- | ------------------ | --- | ----------------------------------------------- | ----------- |
|         | Solomys ponceleti   | (Troughton, 1935)        | salomonek olbrzymi   | gatunek monotypowy | północno-wschodni archipelag Wyspy Salomona: wyspa Bougainville’a (Papua-Nowa Gwinea) i Choiseul (Wyspy Salomona); skamieniałości z wyspy Buka; zakres wysokości: 0–200 m n.p.m.     | DC: około 33 cm DO: 34–66 cm MC: poniżej 1000 g | CR          |
|         | Solomys salamonis   | (Ramsay, 1883)           | salomonek samotny    | gatunek monotypowy | endemit Wysp Salomona: Ugi (archipelag Wyspy Salomona) | DC: około 22 cm DO: około 22 cm MC: brak danych | DD          |
|         | Solomys spriggsarum | Flannery & Wickler, 1990 | salomonek endemiczny | gatunek monotypowy | endemit Wysp Salomona: Buka (archipelag Wyspy Salomona) | DC: brak danych DO: brak danych MC: brak danych | NE          |
|         | Solomys salebrosus  | Troughton, 1936          | salomonek dziuplowy  | gatunek monotypowy | północno-zachodni archipelag Wyspy Salomona: wyspa Boungainville’a (Papua-Nowa Gwinea) i Choiseul (Papua-Nowa Gwinea); skamieniałości z wyspy Buka; zakres wysokości: 0–400 m n.p.m. | DC: 22–33 cm DO: 24–25 cm MC: 290–460 g         | VU          |
|         | Solomys sapientis   | O. Thomas, 1902          | salomonek wyspowy    | gatunek monotypowy | endemit Wysp Salomona: Santa Isabel (archipelag Wyspy Salomona); zakres wysokości: około 30 m n.p.m.                                                                                 | DC: 18,8–25 cm DO: 19–26 cm MC: brak danych     | EN          |

Kategorie IUCN:  VU  – gatunek narażony,  EN  – gatunek zagrożony,  CR  – gatunek krytycznie zagrożony,  DD  – gatunki o nieokreślonym stopniu zagrożenia;  NE  – gatunki niepoddane jeszcze ocenie.